# UCI Europe Tour 2010
Navigation
Édition précédente Édition suivante
L'UCI Europe Tour 2010 est la sixième édition de l'UCI Europe Tour, l'un des cinq circuits continentaux de cyclisme de l'Union cycliste internationale. Il est composé de plus de 300 compétitions, organisées du 18 octobre 2009 au 19 octobre 2010 en Europe. Les championnats nationaux bien que non officiellement inscrits au calendrier comptent pour le classement.
La victoire revient pour la deuxième année de suite à l'Italien Giovanni Visconti, vainqueur de six courses dont le Tour de Turquie et le championnat d'Italie sur route. Il s'agit de la quatrième victoire consécutive d'un Italien. Le classement par équipes est remporté pour la première fois par l'équipe néerlandaise Vacansoleil. Les deux classements par pays sont gagnés par l'Italie (sixième victoire de suite) et la Belgique (chez les moins de 23 ans).

## Calendrier des épreuves

### Octobre 2009
| Date | Course             | Pays   | Classe | Vainqueur            | Équipe |
| ---- | ------------------ | ------ | ------ | -------------------- | ------ |
| 18   | Chrono des Nations | France | 1.1    | Alexandre Vinokourov | Astana |

### Janvier 2010
| Date | Course                                   | Pays   | Classe | Vainqueur        | Équipe               |
| ---- | ---------------------------------------- | ------ | ------ | ---------------- | -------------------- |
| 30-2 | Tour de la province de Reggio de Calabre | Italie | 2.1    | Matteo Montaguti | De Rosa-Stac Plastic |
| 31   | Grand Prix d'ouverture La Marseillaise   | France | 1.1    | Jonathan Hivert  | Saur-Sojasun         |

### Février 2010
| Date  | Course                         | Pays     | Classe | Vainqueur           | Équipe                                          |
| ----- | ------------------------------ | -------- | ------ | ------------------- | ----------------------------------------------- |
| 3-7   | Étoile de Bessèges             | France   | 2.1    | Samuel Dumoulin     | Cofidis                                         |
| 6     | Grand Prix de la côte étrusque | Italie   | 1.1    | Alessandro Petacchi | Lampre-Farnese Vini                             |
| 7     | Trofeo Palma de Mallorca       | Espagne  | 1.1    | Robbie McEwen       | Katusha                                         |
| 8     | Trofeo Cala Millor-Cala Bona   | Espagne  | 1.1    | Óscar Freire        | Rabobank                                        |
| 9     | Trofeo Inca                    | Espagne  | 1.1    | Linus Gerdemann     | Milram                                          |
| 10    | Trofeo Deià                    | Espagne  | 1.1    | Rui Costa           | Caisse d'Épargne                                |
| 10-14 | Tour méditerranéen             | France   | 2.1    | Rinaldo Nocentini   | AG2R La Mondiale                                |
| 11    | Trofeo Magaluf-Palmanova       | Espagne  | 1.1    | André Greipel       | HTC-Columbia                                    |
| 17-21 | Tour de l'Algarve              | Portugal | 2.1    | Alberto Contador    | Astana                                          |
| 20    | Trofeo Laigueglia              | Italie   | 1.1    | Francesco Ginanni   | Androni Giocattoli-Serramenti PVC Diquigiovanni |
| 20-21 | Tour du Haut-Var               | France   | 2.1    | Christophe Le Mével | La Française des Jeux                           |
| 21-25 | Tour d'Andalousie              | Espagne  | 2.1    | Michael Rogers      | HTC-Columbia                                    |
| 23-27 | Tour de Sardaigne              | Italie   | 2.1    | Roman Kreuziger     | Liquigas-Doimo                                  |
| 27    | Gran Premio dell'Insubria      | Suisse   | 1.1    | Samuel Dumoulin     | Cofidis                                         |
| 27    | Beverbeek Classic              | Belgique | 1.2    | Yannick Eijssen     | PWS Eijssen                                     |
| 27    | Circuit Het Nieuwsblad         | Belgique | 1.HC   | Juan Antonio Flecha | Sky                                             |
| 28    | Boucles du Sud Ardèche         | France   | 1.1    | Christophe Riblon   | AG2R La Mondiale                                |
| 28    | Clásica de Almería             | Espagne  | 1.1    | Theo Bos            | Cervélo Test                                    |
| 28    | Kuurne-Bruxelles-Kuurne        | Belgique | 1.1    | Bobbie Traksel      | Vacansoleil                                     |
| 28    | Grand Prix de Lugano           | Suisse   | 1.1    | Roberto Ferrari     | De Rosa-Stac Plastic                            |
| 28    | Classica Sarda Olbia-Pantogia  | Italie   | 1.1    | Giovanni Visconti   | ISD-Neri                                        |

### Mars 2010
| Date  | Course                                  | Pays     | Classe | Vainqueur          | Équipe                                          |
| ----- | --------------------------------------- | -------- | ------ | ------------------ | ----------------------------------------------- |
| 3     | Le Samyn                                | Belgique | 1.1    | Jens Keukeleire    | Cofidis                                         |
| 3     | Tour du Frioul                          | Italie   | 1.1    | Roberto Ferrari    | De Rosa-Stac Plastic                            |
| 3-7   | Tour de Murcie                          | Espagne  | 2.1    | František Raboň    | HTC-Columbia                                    |
| 5-7   | Trois Jours de Flandre-Occidentale      | Belgique | 2.1    | Jens Keukeleire    | Cofidis                                         |
| 6     | Monte Paschi Strade Bianche             |          | 1.1    | Maxim Iglinskiy    | Astana                                          |
| 6     | Flèche flamande                         | Belgique | 1.2    | Clinton Avery      | PWS Eijssen                                     |
| 7     | Trofeo Zssdi                            | Italie   | 1.2    | Marko Kump         | Adria Mobil                                     |
| 7     | Grand Prix de Lillers                   | France   | 1.2    | Benoît Daeninck    | Roubaix Lille Métropole                         |
| 14    | Trofeo Franco Balestra                  | Italie   | 1.2    | Alexander Mironov  | Itera-Katusha                                   |
| 14    | Paris-Troyes                            | France   | 1.2    | Cédric Pineau      | Roubaix Lille Métropole                         |
| 14    | Circuit du Pays de Waes                 | Belgique | 1.2    | Denis Flahaut      | ISD Continental                                 |
| 14    | Poreč Trophy                            | Croatie  | 1.2    | Matej Gnezda       | Adria Mobil                                     |
| 17    | Nokere Koerse                           | Belgique | 1.1    | Jens Keukeleire    | Cofidis                                         |
| 18-21 | Istrian Spring Trophy                   | Croatie  | 2.2    | Robert Vrečer      | Perutnina Ptuj                                  |
| 20    | Classic Loire-Atlantique                | France   | 1.2    | Laurent Mangel     | Saur-Sojasun                                    |
| 21    | Tour du Groene Hart                     | Pays-Bas | 1.1    | Jens Mouris        | Vacansoleil                                     |
| 21    | Cholet-Pays de Loire                    | France   | 1.1    | Leonardo Duque     | Cofidis                                         |
| 21    | Gran Premio San Giuseppe                | Italie   | 1.2    | Enrico Battaglin   | Zalf Désirée Fior                               |
| 21    | Roue tourangelle                        | France   | 1.2    | Yann Guyot         | Sojasun espoir-ACNC                             |
| 22-28 | Tour de Normandie                       | France   | 2.2    | Ronan van Zandbeek | Van Vliet EBH Elshof                            |
| 23-27 | Semaine internationale Coppi et Bartali | Italie   | 2.1    | Ivan Santaromita   | Liquigas-Doimo                                  |
| 24    | À travers les Flandres                  | Belgique | 1.1    | Matti Breschel     | Saxo Bank                                       |
| 26-28 | Grand Prix du Portugal                  | Portugal | 2.Ncup | Tom Dumoulin       | Équipe nationale des Pays-Bas                   |
| 27    | Grand Prix E3                           | Belgique | 1.HC   | Fabian Cancellara  | Saxo Bank                                       |
| 27-28 | Critérium international                 | France   | 2.HC   | Pierrick Fédrigo   | BBox Bouygues Telecom                           |
| 30-1  | Trois Jours de La Panne                 | Belgique | 2.HC   | David Millar       | Garmin-Transitions                              |
| 31-5  | Semaine cycliste lombarde               | Italie   | 2.1    | Michele Scarponi   | Androni Giocattoli-Serramenti PVC Diquigiovanni |

### Avril 2010
| Date  | Course                                    | Pays               | Classe | Vainqueur            | Équipe                             |
| ----- | ----------------------------------------- | ------------------ | ------ | -------------------- | ---------------------------------- |
| 2     | Route Adélie de Vitré                     | France             | 1.1    | Cyril Gautier        | BBox Bouygues Telecom              |
| 2-4   | Triptyque des Monts et Châteaux           | Belgique           | 2.2    | Jetse Bol            | Rabobank Continental               |
| 3     | Hel van het Mergelland                    | Pays-Bas           | 1.1    | Yann Huguet          | Skil-Shimano                       |
| 3     | Grand Prix Miguel Indurain                | Espagne            | 1.HC   | Joaquim Rodríguez    | Katusha                            |
| 4     | Grand Prix de Nogent-sur-Oise             | France             | 1.2    | Vytautas Kaupas      | Continental Differdange            |
| 4     | Trofeo Banca Popolare                     | Italie             | 1.2U   | Andrea Pasqualon     | Zalf Désirée Fior                  |
| 5     | Tour de Cologne                           | Allemagne          | 1.1    | Juan José Haedo      | Saxo Bank                          |
| 5     | Giro del Belvedere                        | Italie             | 1.2U   | Siarhei Papok        | San Marco Concrete                 |
| 6     | Gran Premio Palio del Recioto             | Italie             | 1.2U   | Blaž Furdi           | Équipe nationale de Slovénie       |
| 6-9   | Circuit de la Sarthe                      | France             | 2.1    | Luis León Sánchez    | Caisse d'Épargne                   |
| 7     | Grand Prix de l'Escaut                    | Belgique           | 1.HC   | Tyler Farrar         | Garmin-Transitions                 |
| 8     | Grand Prix Pino Cerami                    | Belgique           | 1.1    | Jure Kocjan          | CarmioOro-NGC                      |
| 8-11  | Cinturón a Mallorca                       | Espagne            | 2.2    | Sergio Mantecón      | Hosteleria de Cañete-Nagares       |
| 9-11  | Circuit des Ardennes                      | France             | 2.2    | Mikhail Antonov      | Itera-Katusha                      |
| 10    | Trophée Edil C                            | Italie             | 1.2    | Massimo Graziato     | Trevigiani Dynamon Bottoli         |
| 10    | Tour de Drenthe                           | Pays-Bas           | 1.1    | Alberto Ongarato     | Vacansoleil                        |
| 10    | Tour des Flandres espoirs                 | Belgique           | 1.Ncup | Marko Kump           | Équipe nationale de Slovénie       |
| 11    | Klasika Primavera                         | Espagne            | 1.1    | Samuel Sánchez       | Euskaltel-Euskadi                  |
| 11    | À travers la Drenthe                      | Pays-Bas           | 1.1    | Enrico Rossi         | Ceramica Flaminia                  |
| 11-18 | Tour de Turquie                           | Turquie            | 2.HC   | Giovanni Visconti    | ISD-Neri                           |
| 13    | Paris-Camembert                           | France             | 1.1    | Sébastien Minard     | Cofidis                            |
| 14    | Flèche brabançonne                        | Belgique           | 1.1    | Sébastien Rosseler   | RadioShack                         |
| 14    | Côte picarde                              | France             | 1.Ncup | Vyacheslav Kuznetsov | Équipe nationale de Russie         |
| 14-18 | Tour de Castille-et-León                  | Espagne            | 2.1    | Alberto Contador     | Astana                             |
| 14-18 | Tour du Loir-et-Cher                      | France             | 2.2    | Mikhail Antonov      | Itera-Katusha                      |
| 15    | Grand Prix de Denain                      | France             | 1.1    | Denis Flahaut        | ISD Continental                    |
| 17    | Tour du Finistère                         | France             | 1.1    | Florian Vachon       | Bretagne-Schuller                  |
| 17    | Liège-Bastogne-Liège espoirs              | Belgique           | 1.2U   | Ramūnas Navardauskas | Vélo-Club La Pomme Marseille       |
| 17    | ZLM Tour                                  | Pays-Bas           | 1.Ncup | Arman Kamyshev       | Équipe nationale du Kazakhstan     |
| 18    | Tro Bro Leon                              | France             | 1.1    | Jérémy Roy           | La Française des Jeux              |
| 18    | Tour de Düren                             | Allemagne          | 1.2    | Sven Krauss          | Halanke.de-Öschelbronn             |
| 18    | Grand Prix de Donetsk                     | Ukraine            | 1.2    | Vitaliy Popkov       | ISD Continental                    |
| 18    | Zellik-Galmaarden                         | Belgique           | 1.2    | Coen Vermeltfoort    | Rabobank Continental               |
| 20-23 | Tour du Trentin                           | Italie             | 2.1    | Alexandre Vinokourov | Astana                             |
| 21-25 | Grand Prix d'Adyguée                      | Russie             | 2.2    | Vitaliy Popkov       | ISD Continental                    |
| 23    | Banja Luka-Belgrade I                     | Bosnie-Herzégovine | 1.2    | Jure Zrimšek         | Sava                               |
| 24    | GP Llodio                                 | Espagne            | 1.1    | Ángel Vicioso        | Andalucia-Cajasur                  |
| 24    | Arno Wallaard Memorial                    | Pays-Bas           | 1.2    | Stefan van Dijk      | Verandas Willems                   |
| 25    | Tour de La Rioja                          | Espagne            | 1.1    | Ángel Vicioso        | Andalucia-Cajasur                  |
| 25    | Tour des Apennins                         | Italie             | 1.1    | Robert Kišerlovski   | Liquigas-Doimo                     |
| 25    | Tour de Hollande-Septentrionale           | Pays-Bas           | 1.2    | Robert Wagner        | Skil-Shimano                       |
| 25    | East Midlands International Cicle Classic | Royaume-Uni        | 1.2    | Michael Berling      | Glud & Marstrand-LRØ Rådgivning    |
| 25    | Gran Premio della Liberazione             | Italie             | 1.2U   | Jan Tratnik          | Équipe nationale de Slovénie       |
| 25    | Paris-Mantes-en-Yvelines                  | France             | 1.2    | Yoann Bagot          | Vélo-Club La Pomme Marseille       |
| 25-1  | Tour de Bretagne                          | France             | 2.2    | Franck Bouyer        | BBox Bouygues Telecom              |
| 26-27 | Giro delle Regioni                        | Italie             | 2.Ncup | Enrico Battaglin     | Équipe nationale d'Italie B        |
| 27    | Subida al Naranco                         | Espagne            | 1.1    | Santiago Pérez       | Centro Ciclismo de Loulé-Louletano |
| 28-2  | Tour des Asturies                         | Espagne            | 2.1    | Constantino Zaballa  | Centro Ciclismo de Loulé-Louletano |
| 29-1  | The Paths of King Nikola                  | Monténégro         | 2.2    | Vladimir Koev        | Hemus 1896-Vivelo                  |

### Mai 2010
| Date  | Course                                                  | Pays       | Classe | Vainqueur            | Équipe                          |
| ----- | ------------------------------------------------------- | ---------- | ------ | -------------------- | ------------------------------- |
| 1     | Mémorial Andrzeja Trochanowskiego                       | Pologne    | 1.2    | André Schulze        | PSK Whirlpool-Author            |
| 1     | Grand Prix du 1er mai                                   | Belgique   | 1.2    | Jan Kuyckx           | Qin                             |
| 1     | Grand Prix de Francfort                                 | Allemagne  | 1.HC   | Fabian Wegmann       | Milram                          |
| 1     | Grand Prix de Francfort espoirs                         | Allemagne  | 1.2U   | Tino Thömel          | KED-Bianchi Berlin              |
| 1     | Grand Prix Herning                                      | Danemark   | 1.1    | Alex Rasmussen       | Saxo Bank                       |
| 1     | Mayor Cup                                               | Russie     | 1.2    | Žolt Der             | Partizan Srbija                 |
| 1     | Grand Prix de l'industrie et de l'artisanat de Larciano | Italie     | 1.1    | Daniele Ratto        | CarmioOro-NGC                   |
| 1     | Tour d'Overijssel                                       | Pays-Bas   | 1.2    | Job Vissers          | Skil-Shimano                    |
| 2     | Mémorial Oleg Dyachenko                                 | Russie     | 1.2    | Alexander Mironov    | Itera-Katusha                   |
| 2     | Circuito del Porto                                      | Italie     | 1.2    | Marco Amicabile      | Delio Gallina                   |
| 3     | Grand Prix de Moscou                                    | Russie     | 1.2    | Esad Hasanović       | Partizan Srbija                 |
| 5-9   | Quatre Jours de Dunkerque                               | France     | 2.HC   | Martin Elmiger       | AG2R La Mondiale                |
| 6-10  | Cinq anneaux de Moscou                                  | Russie     | 2.2    | Sergey Firsanov      | Designa Køkken-Blue Water       |
| 7-9   | Szlakiem Grodów Piastowskich                            | Pologne    | 2.1    | Marek Rutkiewicz     | Mróz-Active Jet                 |
| 8     | Scandinavian Race Uppsala                               | Suède      | 1.2    | Philip Nielsen       | Concordia Forsikring-Himmerland |
| 9     | Grand Premio Industrie del Marmo                        | Italie     | 1.2    | Tomas Alberio        | Trevigiani Dynamon Bottoli      |
| 9     | Omloop der Kempen                                       | Pays-Bas   | 1.2    | Stefan van Dijk      | Verandas Willems                |
| 12    | Batavus Prorace                                         | Pays-Bas   | 1.1    | Markus Eichler       | Milram                          |
| 12-16 | Flèche du Sud                                           | Luxembourg | 2.2    | Lasse Bøchman        | Glud & Marstrand-LRØ Rådgivning |
| 13-16 | Rhône-Alpes Isère Tour                                  | France     | 2.2    | Jérôme Coppel        | Saur-Sojasun                    |
| 14-16 | Tour de Picardie                                        | France     | 2.1    | Ben Swift            | Sky                             |
| 17-22 | Olympia's Tour                                          | Pays-Bas   | 2.2    | Taylor Phinney       | Trek Livestrong U23             |
| 19-23 | Circuit de Lorraine                                     | France     | 2.1    | Fabio Felline        | Footon-Servetto                 |
| 20-23 | Ronde de l'Isard d'Ariège                               | France     | 2.2U   | Yannick Eijssen      | PWS Eijssen                     |
| 21-24 | Tour de Berlin                                          | Allemagne  | 2.2U   | Marc Goos            | Jo Piels                        |
| 23    | Neuseen Classics - Rund um die Braunkohle               | Allemagne  | 1.1    | Roger Kluge          | Milram                          |
| 23-30 | FBD Insurance RÁS                                       | Irlande    | 2.2    | Alexander Wetterhall | Sprocket                        |
| 26-30 | Tour de Belgique                                        | Belgique   | 2.HC   | Stijn Devolder       | Quick Step                      |
| 26-30 | Tour de Bavière                                         | Allemagne  | 2.HC   | Maxime Monfort       | HTC-Columbia                    |
| 28    | Tallinn-Tartu Grand Prix                                | Estonie    | 1.1    | Denis Flahaut        | ISD Continental                 |
| 28-30 | Tour de Gironde                                         | France     | 2.2    | Julien Belgy         | Vendée U                        |
| 28-31 | Tour de Trakya                                          | Turquie    | 2.2    | Stefan Hristov       | Brisaspor                       |
| 29    | SEB Tartu Grand Prix                                    | Estonie    | 1.1    | Tanel Kangert        | Équipe nationale d'Estonie      |
| 29    | Grand Prix Kranj                                        | Slovénie   | 1.1    | Matej Gnezda         | Adria Mobil                     |
| 29    | Grand Prix de Plumelec-Morbihan                         | France     | 1.1    | Wesley Sulzberger    | La Française des Jeux           |
| 30    | Rogaland Grand Prix                                     | Norvège    | 2.2    | Vitaliy Popkov       | ISD Continental                 |
| 30    | Boucles de l’Aulne                                      | France     | 1.1    | Jean-Luc Delpech     | Bretagne-Schuller               |
| 30    | Grand Prix Hydraulika Mikolasek                         | Slovaquie  | 1.2    | Alois Kaňkovský      | ASC Dukla Praha                 |
| 30    | Paris-Roubaix espoirs                                   | France     | 1.2U   | Taylor Phinney       | Trek Livestrong U23             |
| 30    | Trofeo Città di San Vendemiano                          | Italie     | 1.2U   | Stefano Agostini     | Zalf Désirée Fior               |

### Juin 2010
| Date  | Course                                          | Pays       | Classe | Vainqueur           | Équipe                              |
| ----- | ----------------------------------------------- | ---------- | ------ | ------------------- | ----------------------------------- |
| 2     | Trofeo Alcide Degasperi                         | Italie     | 1.2    | Sonny Colbrelli     | Zalf Désirée Fior                   |
| 2-6   | Ringerike Grand Prix                            | Norvège    | 2.2    | Christer Rake       | Joker Bianchi                       |
| 2-6   | Tour de Luxembourg                              | Luxembourg | 2.HC   | Matteo Carrara      | Vacansoleil                         |
| 5-12  | Tour de Roumanie                                | Roumanie   | 2.2    | Vladimir Koev       | Hemus 1896-Vivelo                   |
| 6     | Mémorial Philippe Van Coningsloo                | Belgique   | 1.2    | Dries Hollanders    | PWS Eijssen                         |
| 6     | Coppa della Pace                                | Italie     | 1.2    | Fabio Piscopiello   | Vega Prefabbricati Montappone       |
| 6     | Grand Prix du canton d'Argovie                  | Suisse     | 1.HC   | Kristof Vandewalle  | Topsport Vlaanderen-Mercator        |
| 8-15  | Circuito Montañés                               | Espagne    | 2.2    | Fabio Duarte        | Café de Colombia-Colombia es Pasión |
| 9-13  | Carpathia Couriers Path                         | Pologne    | 2.2U   | Adrian Honkisz      | Équipe nationale de Pologne         |
| 10-13 | Tour de l'Alentejo                              | Portugal   | 2.2    | David Blanco        | Palmeiras Resort-Prio               |
| 10-13 | Ronde de l'Oise                                 | France     | 2.2    | Steven Tronet       | Roubaix Lille Métropole             |
| 11-13 | Delta Tour Zeeland                              | Pays-Bas   | 2.1    | Tyler Farrar        | Garmin-Transitions                  |
| 11-13 | Tour de Haute-Autriche                          | Autriche   | 2.2    | Leopold König       | PSK Whirlpool-Author                |
| 11-20 | Girobio                                         | Italie     | 2.2    | Carlos Betancur     | Équipe nationale de Colombie        |
| 13    | Val d'Ille U Classic 35                         | France     | 1.2    | Jimmy Casper        | Saur-Sojasun                        |
| 14-19 | Tour de Serbie                                  | Serbie     | 2.2    | Luca Ascani         | CDC-Cavaliere                       |
| 15-20 | Tour de Thuringe                                | Allemagne  | 2.2U   | John Degenkolb      | Thüringer Energie                   |
| 16-20 | Ster Elektrotoer                                | Pays-Bas   | 2.1    | Adam Hansen         | HTC-Columbia                        |
| 17-19 | Tour of Malopolska                              | Pologne    | 2.2    | Jacek Morajko       | Mróz-Active Jet                     |
| 17-20 | Tour de Slovénie                                | Slovénie   | 2.1    | Vincenzo Nibali     | Liquigas-Doimo                      |
| 17-20 | Boucles de la Mayenne                           | France     | 2.2    | Jérémie Galland     | Saur-Sojasun                        |
| 18-20 | Tour des Pays de Savoie                         | France     | 2.2    | Nicolas Schnyder    | Price-Custom Bikes                  |
| 18-20 | Tour de Mainfranken                             | Allemagne  | 2.2U   | Marc Goos           | Jo Piels                            |
| 18-20 | Route du Sud                                    | France     | 2.1    | David Moncoutié     | Cofidis                             |
| 19    | G.P Nobili Rubinetterie - Coppa Papà Carlo      | Italie     | 1.1    | Gianluca Brambilla  | Colnago-CSF Inox                    |
| 20    | G.P Nobili Rubinetterie - Coppa Città di Stresa | Italie     | 1.1    | Oscar Gatto         | ISD-Neri                            |
| 20    | Raiffeisen Grand Prix                           | Autriche   | 1.2    | Matthias Brändle    | Footon-Servetto                     |
| 20    | Flèche ardennaise                               | Belgique   | 1.2    | Thomas Degand       | Verandas Willems                    |
| 23    | Halle-Ingooigem                                 | Belgique   | 1.1    | Jurgen Van de Walle | Quick Step                          |
| 30    | Internationale Wielertrofee Jong Maar Moedig    | Belgique   | 1.2    | Sven Jodts          | Beveren 2000                        |
| 30-4  | Course de la Solidarité Olympique               | Pologne    | 2.1    | Jacek Morajko       | Mróz-Active Jet                     |

### Juillet 2010
| Date  | Course                                           | Pays     | Classe | Vainqueur          | Équipe                          |
| ----- | ------------------------------------------------ | -------- | ------ | ------------------ | ------------------------------- |
| 3     | Circuit Het Nieuwsblad espoirs                   | Belgique | 1.2    | Jarl Salomein      | Beveren 2000                    |
| 4     | À travers le Hageland                            | Belgique | 1.2    | Frédéric Amorison  | Landbouwkrediet                 |
| 4     | Giro delle Valli Aretine                         | Italie   | 1.2    | Henry Frusto       | SCAP Prefabbricati Foresi       |
| 4-11  | Tour d'Autriche                                  | Autriche | 2.HC   | Riccardo Riccò     | Ceramica Flaminia               |
| 6     | Trofeo Città di Brescia                          | Italie   | 1.2    | Manuele Boaro      | Trevigiani Dynamon Bottoli      |
| 7-11  | Trophée Joaquim Agostinho                        | Portugal | 2.2    | Cândido Barbosa    | Palmeiras Resort-Tavira         |
| 11    | Ronde pévéloise                                  | France   | 1.2    | Frank Dressler     | Continental Differdange         |
| 11    | GP Stad Geel                                     | Belgique | 1.2    | Timothy Dupont     | Jong Vlaanderen-Bauknecht       |
| 11    | Giro del Medio Brenta                            | Italie   | 1.2    | Luigi Miletta      | Gragnano Sporting Club          |
| 16    | Championnats d'Europe - contre-la-montre espoirs | Turquie  | CC     | Alex Dowsett       | Équipe nationale du Royaume-Uni |
| 17-18 | Tour de la communauté de Madrid                  | Espagne  | 2.1    | Sergio Pardilla    | CarmioOro-NGC                   |
| 18    | Giro del Casentino                               | Italie   | 1.2    | Andrea Pasqualon   | Zalf Désirée Fior               |
| 18    | Championnats d'Europe - course en ligne espoirs  | Turquie  | CC     | Piotr Gawroński    | Équipe nationale de Pologne     |
| 21-25 | Brixia Tour                                      | Italie   | 2.1    | Domenico Pozzovivo | Colnago-CSF Inox                |
| 22    | Central European Tour Gyomaendröd                | Hongrie  | 1.2    | Alois Kaňkovský    | ASC Dukla Praha                 |
| 22-25 | Tour de Szeklerland                              | Roumanie | 2.2    | Evgeni Gerganov    | Hemus 1896-Vivelo               |
| 24-26 | Kreiz Breizh Elites                              | France   | 2.2    | Johan Le Bon       | Bretagne-Schuller               |
| 24-28 | Tour de Wallonie                                 | Belgique | 2.HC   | Russell Downing    | Sky                             |
| 25    | Classique d'Ordizia                              | Espagne  | 1.1    | Gorka Izagirre     | Euskaltel-Euskadi               |
| 25    | Grand Prix de Pérenchies                         | France   | 1.2    | Arnaud Démare      | CC Nogent-sur-Oise              |
| 25    | Pomerania Tour                                   | Pologne  | 1.2    | Dirk Müller        | Nutrixxion Sparkasse            |
| 27-31 | Dookola Mazowska                                 | Pologne  | 2.2    | Sebastian Forke    | Nutrixxion Sparkasse            |
| 28-1  | Tour Alsace                                      | France   | 2.2    | Wilco Kelderman    | Rabobank Continental            |

### Août 2010
| Date  | Course                             | Pays      | Classe | Vainqueur              | Équipe                    |
| ----- | ---------------------------------- | --------- | ------ | ---------------------- | ------------------------- |
| 1     | Circuit de Getxo                   | Espagne   | 1.1    | Francisco José Pacheco | Xacobeo Galicia           |
| 1     | Trophée Matteotti                  | Italie    | 1.1    | Riccardo Chiarini      | De Rosa-Stac Plastic      |
| 1     | Polynormande                       | France    | 1.1    | Andy Cappelle          | Verandas Willems          |
| 3-7   | Tour de León                       | Espagne   | 2.2    | Ángel Vallejo          | Supermercados Froiz       |
| 4-5   | Paris-Corrèze                      | France    | 2.1    | Mickaël Buffaz         | Cofidis                   |
| 4-8   | Tour de Burgos                     | Espagne   | 2.HC   | Samuel Sánchez         | Euskaltel-Euskadi         |
| 4-8   | Tour du Danemark                   | Danemark  | 2.HC   | Jakob Fuglsang         | Saxo Bank                 |
| 4-15  | Tour du Portugal                   | Portugal  | 2.1    | David Blanco           | Palmeiras Resort-Tavira   |
| 5     | Gran Premio Artigianato Carnaghese | Italie    | 1.1    | Ivan Basso             | Liquigas-Doimo            |
| 5     | Gran Premio Folignano              | Italie    | 1.2    | Julián Arredondo       | Scap Prefabbricati Foresi |
| 5-8   | Tour des Pyrénées                  | France    | 2.2    | Florent Barle          | AVC Aix-en-Provence       |
| 7     | Grand Prix de la ville de Camaiore | Italie    | 1.1    | Kristjan Koren         | Liquigas-Doimo            |
| 8     | Tour de Bochum                     | Allemagne | 1.1    | Niki Terpstra          | Milram                    |
| 8     | Trofeo Internazionale Bastianelli  | Italie    | 1.2    | Carmelo Pantò          | Gragnano Sporting Club    |
| 8     | À travers la Campine anversoise    | Belgique  | 1.2    | Aidis Kruopis          | Palmans-Cras              |
| 10-14 | Tour de l'Ain                      | France    | 2.1    | Haimar Zubeldia        | RadioShack                |
| 12-15 | Mi-août en Bretagne                | France    | 2.2    | Jean-Luc Delpech       | Bretagne-Schuller         |
| 13    | Dutch Food Valley Classic          | Pays-Bas  | 1.HC   | Edvald Boasson Hagen   | Sky                       |
| 14    | Memorial Henryka Lasaka            | Pologne   | 1.2    | Mariusz Witecki        | Mróz-Active Jet           |
| 14    | Grand Prix Betonexpressz 2000      | Hongrie   | 1.2    | Hrvoje Miholjević      | Loborika                  |
| 15    | Flèche du port d'Anvers            | Belgique  | 1.2    | Rob Goris              | Palmans-Cras              |
| 15    | Coupe des Carpates                 | Pologne   | 1.2    | Marek Rutkiewicz       | Mróz-Active Jet           |
| 16    | Gran Premio Capodarco              | Italie    | 1.2    | Enrico Battaglin       | Zalf Désirée Fior         |
| 17    | Gara Ciclistica Montappone         | Italie    | 1.2    | Ilya Gorodnichev       | Gragnano S.C.             |
| 17    | Grand Prix de la ville de Zottegem | Belgique  | 1.1    | Stefan van Dijk        | Verandas Willems          |
| 17    | Trois vallées varésines            | Italie    | 1.HC   | Daniel Martin          | Garmin-Transitions        |
| 17-20 | Tour du Limousin                   | France    | 2.1    | Gustav Larsson         | Saxo Bank                 |
| 18    | Coppa Agostoni                     | Italie    | 1.1    | Francesco Gavazzi      | Lampre-Farnese Vini       |
| 19    | Coppa Bernocchi                    | Italie    | 1.1    | Manuel Belletti        | Colnago-CSF Inox          |
| 20-22 | Festningsrittet                    | Norvège   | 2.2    | Jesse Anthony          | Kelly Benefit Strategies  |
| 21    | Trophée Melinda                    | Italie    | 1.1    | Vincenzo Nibali        | Liquigas-Doimo            |
| 21    | Puchar Ministra Obrony Narodowej   | Pologne   | 1.2    | Bartłomiej Matysiak    | CCC Polsat Polkowice      |
| 24    | Grand Prix des Marbriers           | France    | 1.2    | Keven Lacombe          | SpiderTech-Planet Energy  |
| 24-27 | Tour du Poitou-Charentes           | France    | 2.1    | Jimmy Engoulvent       | Saur-Sojasun              |
| 24-29 | Tour de la vallée d'Aoste          | Italie    | 2.2    | Petr Ignatenko         | Itera-Katusha             |
| 25    | Druivenkoers Overijse              | Belgique  | 1.1    | Björn Leukemans        | Vacansoleil               |
| 26-30 | Tour of Victory                    | Turquie   | 2.2    | Mert Mutlu             | Brisaspor                 |
| 28    | Giro del Veneto                    | Italie    | 1.HC   | Daniel Oss             | Liquigas-Doimo            |
| 28-29 | Szlakiem Walk Majora Hubala        | Pologne   | 2.2    | Tomasz Kiendyś         | CCC Polsat Polkowice      |
| 29    | Châteauroux Classic de l'Indre     | France    | 1.1    | Anthony Ravard         | AG2R La Mondiale          |
| 29    | Coupe Sels                         | Belgique  | 1.1    | Aidis Kruopis          | Palmans-Cras              |
| 29    | Ronde van Midden-Nederland         | Pays-Bas  | 1.2    | Wesley Kreder          | Rabobank Continental      |
| 29    | Zagreb-Ljubljana                   | Slovénie  | 1.2    | Matej Mugerli          | Perutnina Ptuj            |
| 31-7  | Tour de Slovaquie                  | Slovaquie | 2.2    | Robert Vrečer          | Perutnina Ptuj            |

### Septembre 2010
| Date  | Course                                            | Pays        | Classe | Vainqueur                         | Équipe                       |
| ----- | ------------------------------------------------- | ----------- | ------ | --------------------------------- | ---------------------------- |
| 5     | Tour du Doubs                                     | France      | 1.1    | Jérôme Coppel                     | Saur-Sojasun                 |
| 5     | Tour de Romagne                                   | Italie      | 1.1    | Patrik Sinkewitz                  | ISD-Neri                     |
| 5     | Grand Prix Jef Scherens                           | Belgique    | 1.1    | Lars Boom                         | Rabobank                     |
| 5     | Mémorial Davide Fardelli                          | Italie      | 1.2    | Luke Durbridge                    | Jayco-Skins                  |
| 5     | Kernen Omloop Echt-Susteren                       | Pays-Bas    | 1.2    | Peter Schulting                   | Jo Piels                     |
| 5-12  | Tour de l'Avenir                                  | France      | 2.Ncup | Nairo Quintana                    | Équipe nationale de Colombie |
| 8     | Mémorial Rik Van Steenbergen                      | Belgique    | 1.1    | Michael Van Staeyen               | Topsport Vlaanderen-Mercator |
| 8-11  | Tour du Frioul-Vénétie julienne                   | Italie      | 2.2    | Vegard Stake Laengen              | Équipe nationale de Norvège  |
| 11    | Paris-Bruxelles                                   | Belgique    | 1.HC   | Francisco Ventoso                 | CarmioOro-NGC                |
| 11-18 | Tour de Grande-Bretagne                           | Royaume-Uni | 2.1    | Michael Albasini                  | HTC-Columbia                 |
| 11-19 | Tour de Bulgarie                                  | Bulgarie    | 2.2    | Krassimir Vassiliev               | SK Dobrich 1905              |
| 12    | Chrono champenois                                 | France      | 1.2    | Rasmus Christian Quaade           | Équipe nationale du Danemark |
| 12    | Grand Prix de Fourmies                            | France      | 1.HC   | Romain Feillu                     | Vacansoleil                  |
| 15    | Grand Prix de Wallonie                            | Belgique    | 1.1    | Paul Martens                      | Rabobank                     |
| 17    | Championnat des Flandres                          | Belgique    | 1.1    | Leigh Howard                      | HTC-Columbia                 |
| 17    | Grand Prix de la Somme                            | France      | 1.1    | Martin Elmiger                    | AG2R La Mondiale             |
| 18    | Grand Prix de Modène                              | Italie      | 1.1    | Francesco Chicchi                 | Liquigas-Doimo               |
| 19    | Grand Prix de l'industrie et du commerce de Prato | Italie      | 1.1    | Diego Ulissi                      | Lampre-Farnese Vini          |
| 19    | Grand Prix d'Isbergues                            | France      | 1.1    | Aleksejs Saramotins               | HTC-Columbia                 |
| 19    | Trofeo Gianfranco Bianchin                        | Italie      | 1.2    | Robert Vrečer                     | Perutnina Ptuj               |
| 19    | Duo normand                                       | France      | 1.2    | Alexandr Pliuschin Artem Ovechkin | Katusha                      |
| 22    | Circuit du Houtland                               | Belgique    | 1.1    | Stefan van Dijk                   | Verandas Willems             |
| 24-26 | Tour du Gévaudan                                  | France      | 2.2    | Jérôme Coppel                     | Saur-Sojasun                 |
| 25    | Mémorial Marco Pantani                            | Italie      | 1.1    | Elia Viviani                      | Liquigas-Doimo               |
| 25    | Prague-Karlovy Vary-Prague                        | Tchéquie    | 1.2    | Andreas Schillinger               | NetApp                       |
| 26    | Tour de Vendée                                    | France      | 1.HC   | Koldo Fernández                   | Euskaltel-Euskadi            |
| 26    | Tour de Toscane                                   | Italie      | 1.1    | Daniele Bennati                   | Liquigas-Doimo               |
| 28    | Ruota d'Oro                                       | Italie      | 1.2    | Francesco Manuel Bongiorno        | Futura-Matricardi            |
| 30-3  | Circuit franco-belge                              | Belgique    | 2.1    | Adam Blythe                       | Omega Pharma-Lotto           |

### Octobre 2010
| Date | Course                                 | Pays      | Classe | Vainqueur             | Équipe              |
| ---- | -------------------------------------- | --------- | ------ | --------------------- | ------------------- |
| 1-3  | Cinturó de l'Empordà                   | Espagne   | 2.2    | José Herrada          | Caja Rural          |
| 2    | Tour de Lombardie amateurs             | Italie    | 1.2    | Alexander Serebryakov | ACS Lupi-San Marino |
| 3    | Tour de Münster                        | Allemagne | 1.1    | Joost van Leijen      | Vacansoleil         |
| 5    | Binche-Tournai-Binche                  | Belgique  | 1.1    | Elia Viviani          | Liquigas-Doimo      |
| 7    | Coppa Sabatini                         | Italie    | 1.1    | Riccardo Riccò        | Vacansoleil         |
| 7    | Paris-Bourges                          | France    | 1.1    | Anthony Ravard        | AG2R La Mondiale    |
| 9    | Tour d'Émilie                          | Italie    | 1.HC   | Robert Gesink         | Rabobank            |
| 10   | Grand Prix Bruno Beghelli              | Italie    | 1.1    | Dario Cataldo         | Quick Step          |
| 10   | Paris-Tours                            | France    | 1.HC   | Óscar Freire          | Rabobank            |
| 10   | Paris-Tours espoirs                    | France    | 1.2U   | Jelle Wallays         | Beveren 2000        |
| 12   | Prix national de clôture               | Belgique  | 1.1    | Adam Blythe           | Omega Pharma-Lotto  |
| 14   | Tour du Piémont                        | Italie    | 1.HC   | Philippe Gilbert      | Omega Pharma-Lotto  |
| 17   | Chrono des Nations-Les Herbiers-Vendée | France    | 1.1    | David Millar          | Garmin-Transitions  |

### Épreuves annulées
| Date            | Course                              | Pays      | Classe | Cause                                 |
| --------------- | ----------------------------------- | --------- | ------ | ------------------------------------- |
| 12-14 février   | Tour de la province de Grosseto     | Italie    | 2.1    |                                       |
| 26-28 février   | Trois jours de Vaucluse             | France    | 2.2    |                                       |
| 31 mars-4 avril | Tour de l'Alentejo                  | Portugal  | 2.1    |                                       |
| 4 avril         | Flèche d'Émeraude                   | France    | 1.1    |                                       |
| 16-18 avril     | Tour d'Aragon                       | Espagne   | 2.2    |                                       |
| 20-24 avril     | Tour d'Estrémadure                  | Espagne   | 2.2    |                                       |
| 2 mai           | Trophée des grimpeurs               | France    | 1.1    |                                       |
| 2 mai           | Tour de Toscane                     | Italie    | 1.1    |                                       |
| 6-9 mai         | Tour du Haut Anjou                  | France    | 2.2U   |                                       |
| 6-9 mai         | Tour of Halkidiki                   | Grèce     | 2.2    |                                       |
| 13-16 mai       | Grand Prix Paredes Rota dos Móveis  | Portugal  | 2.2    | Rétrogradation en catégorie nationale |
| 23 mai          | Tour de Rijke                       | Pays-Bas  | 1.1    |                                       |
| 1er-9 juin      | Dwars door Nederland                | Pays-Bas  | 2.2    |                                       |
| 6 juin          | Coppa Colli Briantei Internazionale | Italie    | 1.2    |                                       |
| 8-13 juin       | Volta Ciclista Continental          | Espagne   | 2.2    |                                       |
| 10 juin         | Balaton Bike Fest                   | Hongrie   | 1.2    |                                       |
| 3 juillet       | Tour du Jura                        | Suisse    | 1.2    |                                       |
| 17 juillet      | Cronoscalata Gardone V.T.           | Italie    | 1.2    |                                       |
| 21-25 juillet   | Tour de Saxe                        | Allemagne | 2.1    |                                       |
| 25 juillet      | Gran Premio Inda                    | Italie    | 1.2    |                                       |
| 31 juillet      | Chrono 2 - Paar-Zeitfahren          | Allemagne | 1.1    |                                       |
| 2 août          | Subida a Urkiola                    | Espagne   | 1.1    |                                       |
| 10 août         | Gran Premio Città di Felino         | Italie    | 1.2    |                                       |
| 12 août         | Grand Prix Törökbalint              | Hongrie   | 1.2    |                                       |
| 15 août         | Grand Prix P-Nívó                   | Hongrie   | 1.2    |                                       |
| 18-22 août      | Tour d'Irlande                      | Irlande   | 2.1    |                                       |
| 22 août         | Clásica a los Puertos de Guadarrama | Espagne   | 1.1    |                                       |
| 27-29 août      | Grand Prix Tell                     | Suisse    | 2.2    |                                       |
| 4 septembre     | Coppa Placci                        | Italie    | 1.HC   |                                       |
| 8-10 septembre  | Tour des Régions Siciliennes        | Italie    | 2.1    |                                       |
| 8-13 septembre  | Tour de Croatie                     | Croatie   | 2.2    |                                       |
| 10-13 septembre | Tour of Marmara                     | Turquie   | 2.2    |                                       |
| 11 septembre    | Tour du Latium                      | Italie    | 1.1    |                                       |
| 12 septembre    | Tour de Nuremberg                   | Allemagne | 1.1    |                                       |
| 12 septembre    | Tour de Sicile                      | Italie    | 1.1    |                                       |
| 18 septembre    | Mémorial Cimurri                    | Italie    | 1.1    |                                       |
| 23 septembre    | Tour of Vojvodina I                 | Serbie    | 1.2    |                                       |
| 25 septembre    | Tour of Vojvodina II                | Serbie    | 1.2    |                                       |
| 26 septembre    | Giro del Canavese                   | Italie    | 1.2U   |                                       |
| 13 octobre      | Milan-Turin                         | Italie    | 1.HC   |                                       |

## Classements finals
| #   | Coureur              | Pays     | Pts   |
| 1.  | Giovanni Visconti    | Italie   | 787   |
| 2.  | Stefan van Dijk      | Pays-Bas | 653   |
| 3.  | Riccardo Riccò       | Italie   | 569   |
| 4.  | Domenico Pozzovivo   | Italie   | 493   |
| 5.  | Romain Feillu        | France   | 482   |
| 6.  | Marco Marcato        | Italie   | 457   |
| 7.  | Jens Keukeleire *    | Belgique | 378   |
| 8.  | Sergio Pardilla      | Espagne  | 363   |
| 9.  | Francisco Ventoso    | Espagne  | 361   |
| 10. | Enrico Rossi         | Italie   | 360   |
| 11. | Cédric Pineau        | France   | 341   |
| 12. | Pierrick Fédrigo     | France   | 324   |
| 13. | Michele Scarponi     | Italie   | 323   |
| 14. | Jérôme Coppel        | France   | 315   |
| 15. | Leonardo Bertagnolli | Italie   | 308,4 |
| 16. | Kenny van Hummel     | Pays-Bas | 307   |
| 17. | Matteo Carrara       | Italie   | 289,2 |
| 18. | Jacek Morajko        | Pologne  | 275   |
| 19. | Luca Paolini         | Italie   | 270   |
| 20. | Samuel Dumoulin      | France   | 268   |

| #   | Équipe                                          | Pays        | Pts    |
| 1.  | Vacansoleil                                     | Pays-Bas    | 2624,4 |
| 2.  | Saur-Sojasun                                    | France      | 1564   |
| 3.  | ISD-Neri                                        | Italie      | 1503,2 |
| 4.  | Cofidis                                         | France      | 1481   |
| 5.  | CarmioOro-NGC                                   | Royaume-Uni | 1456   |
| 6.  | Androni Giocattoli-Serramenti PVC Diquigiovanni | Italie      | 1184   |
| 7.  | Colnago-CSF Inox                                | Italie      | 1158   |
| 8.  | Topsport Vlaanderen                             | Belgique    | 1141   |
| 9.  | Verandas Willems                                | Belgique    | 1089   |
| 10. | Skil-Shimano                                    | Pays-Bas    | 1072   |
| 11. | Bretagne-Schuller                               | France      | 1045   |
| 12. | BBox Bouygues Telecom                           | France      | 970    |
| 13. | De Rosa-Stac Plastic                            | Irlande     | 907    |
| 14. | Ceramica Flaminia                               | Irlande     | 771    |
| 15. | Roubaix Lille Métropole                         | France      | 768    |
| 16. | Itera-Katusha                                   | Russie      | 757    |
| 17. | Cervélo TestTeam                                | Suisse      | 741    |
| 18. | Rabobank Continental                            | Pays-Bas    | 719    |
| 19. | Landbouwkrediet                                 | Belgique    | 714    |
| 20. | Miche                                           | Italie      | 660    |

### Classements par nations
| #   | Pays      | Pts    |
| 1   | Italie    | 4166,6 |
| 2   | France    | 3000,4 |
| 3   | Espagne   | 2426,8 |
| 4   | Pays-Bas  | 2267,2 |
| 5   | Belgique  | 1989   |
| 7   | Allemagne | 1720,2 |
| 6   | Slovénie  | 1551   |
| 8   | Pologne   | 1390   |
| 9   | Russie    | 1278   |
| 10  | Portugal  | 775    |
| 11. | Ukraine   | 706    |
| 12. | Bulgarie  | 698    |
| 13. | Lituanie  | 680    |
| 14. | Norvège   | 668    |
| 15. | Danemark  | 650    |
| 16. | Tchéquie  | 608    |
| 17. | Croatie   | 548    |
| 18. | Estonie   | 469    |
| 19. | Irlande   | 433,66 |
| 20. | Suisse    | 423,4  |

| #   | Pays (U23)      | Pts  |
| 1.  | Belgique        | 1299 |
| 2.  | Pays-Bas        | 1140 |
| 3.  | Italie          | 1018 |
| 4.  | France          | 834  |
| 5.  | Allemagne       | 638  |
| 6.  | Slovénie        | 585  |
| 7.  | Pologne         | 362  |
| 8.  | Lituanie        | 235  |
| 9.  | Russie          | 223  |
| 10. | Biélorussie     | 213  |
| 11. | Lettonie        | 179  |
| 12. | Danemark        | 163  |
| 13. | Portugal        | 160  |
| 14. | Espagne         | 144  |
| 15. | Grande-Bretagne | 135  |
| 16. | Roumanie        | 112  |
| 17. | Norvège         | 111  |
| 18. | Autriche        | 103  |
| 19. | Turquie         | 97   |
| 20. | Moldavie        | 91   |